# Chhundo
Chhundo (guyaratí: છૂંદો, hindi: छुन्दो) es un tipo de preparación india de encurtidos, así como un condimento hecho principalmente de mangos verdes rallados, utilizado en la cocina del subcontinente indio como acompañamiento de la comida principal que consiste en Roti, Sabzi y otros alimentos. Sin embargo, es una forma genérica de preparación que puede hacerse con diversas frutas y verduras. El chhundo es especialmente un plato de Kathiawadi, pero se consume en todo Guyarat.
Como el mango es una fruta de temporada y sólo está disponible en abundancia en verano en la India (abril-julio), la mayoría de los encurtidos de mango se elaboran durante esta época con base de aceite o azúcar y luego se conservan en grandes recipientes de cristal. De este modo, el Chhundo y otros encurtidos están disponibles para su consumo durante todo el año.

## Etimología
Chhundo, traducido literalmente en guyarati, significa aplastado. Aunque se desconocen las fuentes de su origen, junto con otros populares encurtidos de la India, el Chhundo y el Murabbo, dos tipos de condimentos de mango, se consumen habitualmente en las comidas diarias de los guyarati.

## Historia
Se cree que el Chhundo es originario de la región de Kathiawar, en Guyarat.

## Preparación y variaciones

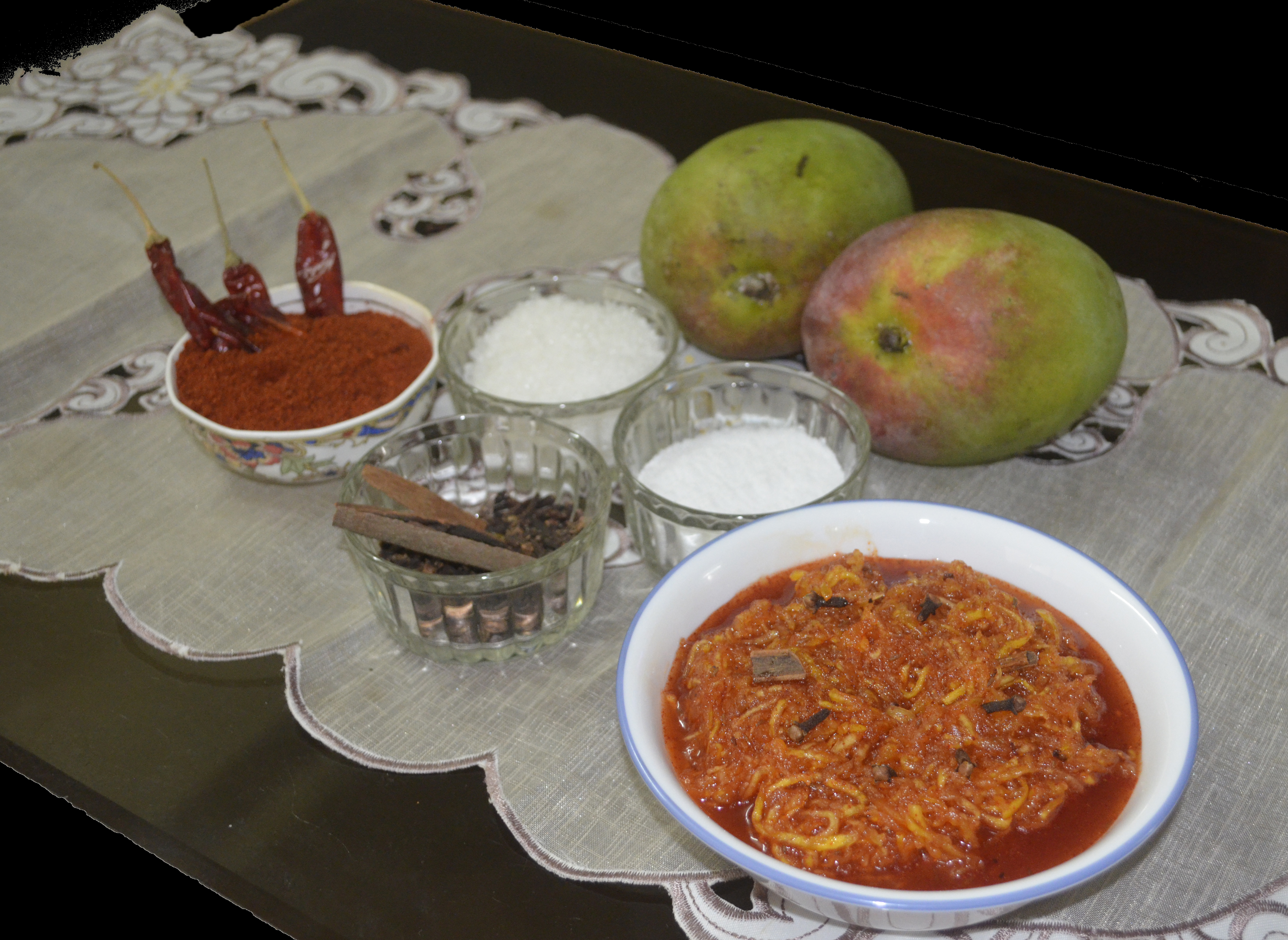
Chhundo con elementos utilizados en su preparación

Como se ha mencionado anteriormente, aunque la variedad más popular de Chhundo es la que se prepara con mango rallado, existen otras variaciones como el Chhundo de piña.

## Nutrición
Una ración de 20 gramos de Chhundo contiene 61 calorías, sin grasa ni colesterol, 124 miligramos de sodio y 15 gramos de hidratos de carbono. Al estar preparado y conservado en jarabe de azúcar, su principal componente energético es el azúcar. También aporta vitamina C y vitamina A.